# Glycyrrhiza bucharica
Glycyrrhiza bucharica là một loài thực vật có hoa trong họ Đậu. Loài này được Eduard August von Regel mô tả khoa học đầu tiên năm 1884.

## Từ nguyên
Tính từ định danh loài bucharica lấy theo tên Emir quốc Bukhara (1785-1920) dưới sự bảo hộ của đế quốc Nga, nằm trên lãnh thổ ngày nay thuộc Uzbekistan, Tajikistan, Turkmenistan và Kazakhstan.

## Phân bố
Đông bắc Afghanistan, Tajikistan, Turkmenistan, Uzbekistan.